# Christoph Bernhard Schrader
Christoph Bernhard Schrader (* 1573 in Gadebusch; † 1638 in Rostock) war ein deutscher Jurist, Sekretär des Hansekontors in Bergen und Ratsherr der Hansestadt Rostock.

## Leben
Christoph Bernhard Schrader studierte ab 1593 Rechtswissenschaften an der Universität Rostock. Auf Empfehlung des Rostocker Hochschullehrers und Lübecker Bürgermeisters Jakob Bording wurde er von den Lübecker Bergenfahrern nach eingehender Prüfung durch den Rat 1608 auf sechs Jahre als Sekretär des Hansekontors in Bergen (Norwegen) bestellt, wo er Trinitatis 1608 eintraf und seinen Dienst auf der Bryggen aufnahm. Obwohl er noch vor Ablauf seiner Verpflichtung den Sekretariatsdienst in Bergen aufgeben wollte, gelang es doch, ihn in Bergen bis zum Eintreffen seines Nachfolgers Caspar Heigenius 1628 zu halten, nachdem der eigentlich vorgesehene Nachfolger Hermann Bresser 1627 in Lübeck vor seiner Abreise nach Bergen verstorben war. Ab 1630 bis zu seinem Tod ist er als Ratsherr in Rostock belegt. Der Rostocker Rektor Heinrich Rahn verfasste ihm die Leichenrede.
Schrader war mit Elisabeth Lassen, einer Tochter des Rostocker Hochschullehrers Petrus Lassen verheiratet.